# Канада на зимних Олимпийских играх 1984
Канада принимала участие в зимних Олимпийских играх 1984, и заняла 8-е место в общекомандном зачёте.

## Медалисты
| Медаль  | Спортсмен    | Вид спорта         | Дисциплина      |
| ------- | ------------ | ------------------ | --------------- |
| Золото  | Гаэтан Буше  | Конькобежный спорт | Мужчины, 1000 м |
| Золото  | Гаэтан Буше  | Конькобежный спорт | Мужчины, 1500 м |
| Серебро | Брайан Орсер | Фигурное катание   | Мужчины         |
| Бронза  | Гаэтан Буше  | Конькобежный спорт | Мужчины, 500 м  |